# Acalolepta pseudodentifera
Acalolepta pseudodentifera là một loài bọ cánh cứng trong họ Cerambycidae.